# العلاقات الصينية الوسط إفريقية
العلاقات الصينية الوسط أفريقية هي العلاقات الثنائية التي تجمع بين الصين وجمهورية أفريقيا الوسطى.

## مقارنة بين البلدين
هذه مقارنة عامة ومرجعية للدولتين:
| وجه المقارنة                                              | الصين                    | جمهورية أفريقيا الوسطى      |
| --------------------------------------------------------- | ------------------------ | --------------------------- |
| المساحة (كم2)                                             | 9.60 مليون               | 622.98 ألف                  |
| عدد السكان (نسمة)                                         | 1.33 مليار               | 4.66 مليون                  |
| الكثافة السكانية (ن./كم²)                                 | 138.54                   | 7.48                        |
| العاصمة                                                   | بكين                     | بانغي                       |
| اللغة الرسمية                                             | اللغة الصينية القياسية   | لغة فرنسية، اللغة السانغوية |
| العملة                                                    | رنمينبي                  | فرنك وسط أفريقي             |
| الناتج المحلي الإجمالي (بليون دولار)                      | 12.24 تريليون            | 1.95 مليار                  |
| الناتج المحلي الإجمالي (تعادل القوة الشرائية) بليون دولار | 19.82 تريليون            | 3.03 مليار                  |
| الناتج المحلي الإجمالي الاسمي للفرد دولار أمريكي          | 8.03 ألف                 | 323                         |
| الناتج المحلي الإجمالي للفرد دولار أمريكي                 | 13.21 ألف                | 594                         |
| مؤشر التنمية البشرية                                      | 0.728                    | 0.350                       |
| رمز المكالمات الدولي                                      | +86                      | +236                        |
| رمز الإنترنت                                              | .cn، .中国 ‏، .中國 ‏      | .cf                         |
| المنطقة الزمنية                                           | توقيت الصين، ت ع م+08:00 | ت ع م+01:00                 |

## منظمات دولية مشتركة
يشترك البلدان في عضوية مجموعة من المنظمات الدولية، منها:
| علم المنظمة | اسم المنظمة                               | تاريخ انضمام الصين | تاريخ انضمام جمهورية أفريقيا الوسطى |
| ----------- | ----------------------------------------- | ------------------ | ----------------------------------- |
|             | مؤسسة التنمية الدولية                     | 24 سبتمبر 1960     | 27 أغسطس 1963                       |
|             | يونسكو                                    | 4 نوفمبر 1946      | 11 نوفمبر 1960                      |
|             | وكالة ضمان الاستثمار متعدد الأطراف        | 30 أبريل 1988      | 8 سبتمبر 2000                       |
|             | الأمم المتحدة                             | 25 أكتوبر 1971     | 20 سبتمبر 1960                      |
|             | الفريق المعني برصد الأرض                  | ?                  | ?                                   |
|             | الاتحاد البريدي العالمي                   | ?                  | ?                                   |
|             | البنك الدولي للإنشاء والتعمير             | 27 ديسمبر 1945     | 10 يوليو 1963                       |
|             | الاتحاد الدولي للاتصالات                  | 1 سبتمبر 1920      | 2 ديسمبر 1960                       |
|             | منظمة حظر الأسلحة الكيميائية              | ?                  | ?                                   |
|             | مؤسسة التمويل الدولية                     | 15 يناير 1969      | 1 أبريل 1991                        |
|             | المركز الدولي لتسوية المنازعات الاستشارية | 6 فبراير 1993      | 14 أكتوبر 1966                      |
|             | منظمة التجارة العالمية                    | 11 ديسمبر 2001     | ?                                   |
|             | منظمة الشرطة الجنائية الدولية             | ?                  | ?                                   |
|             | البنك الإفريقي للتنمية                    | ?                  | ?                                   |

## وصلات خارجية
- موقع وزارة الخارجية الصينية